# Alta Valle del Fiume Alcantara
Alta Valle del Fiume Alcantara este o arie protejată (arie specială de conservare — SAC, sit de importanță comunitară — SCI) din Italia întinsă pe o suprafață de 3.631 ha, integral pe uscat.

## Localizare
Centrul sitului Alta Valle del Fiume Alcantara este situat la coordonatele 37°56′58″N 14°55′01″E / 37.949444°N 14.916944°E.

## Înființare
Situl Alta Valle del Fiume Alcantara a fost declarat sit de importanță comunitară în septembrie 1995 pentru a proteja 1 specie de plante și 3 specii de animale. Situl a fost protejat și ca arie specială de conservare în martie 2017.

## Biodiversitate
Situată în ecoregiunea mediteraneană, aria protejată conține 14 habitate naturale: Pajiști umede mediteraneene cu ierburi înalte de Molinio-Holoschoenion, Grohotișuri termofile și vest-mediteraneene, Păduri de fag din Apenini cu Taxus și Ilex, Păduri de Castanea sativa, Mlaștini alcaline, Galerii și tufărișuri riverane sudice (Nerio-Tamaricetea și Securinegion tinctoriae), Galerii de Salix alba și de Populus alba, Păduri de stejar alb estice, Râuri mediteraneene cu debit permanent cu specii de Paspalo-Agrostidion și galerii riverane de Salix și de Populus alba, Cursuri de apă de la nivel de câmpie la nivel montan, cu vegetație Ranunculion fluitantis și Callitricho-Batrachion, Păduri de Quercus ilex și Quercus rotundifolia, Tufărișuri termo-mediteraneene și de pre-deșert, Fânețe de joasă altitudine (Alopecurus pratensis, Sanguisorba officinalis), Păduri panonice-balcanice de stejar turcesc - stejar sesil.
La baza desemnării sitului se află mai multe specii protejate:
- plante (1): Leontodon siculus
- nevertebrate (2): Coenagrion mercuriale, Cordulegaster trinacriae
- reptile (1): Emys trinacris

Pe lângă speciile protejate, pe teritoriul sitului au mai fost identificate 23 de specii de plante, 4 specii de păsări, 3 specii de amfibieni, 9 specii de mamifere, 128 de specii de nevertebrate, 6 specii de reptile.